# Javi Guerra
Javi Guerra, właśc. Javier Guerra Rodríguez (ur. 15 marca 1982 w Vélez-Málaga) – hiszpański piłkarz występujący na pozycji napastnika.